# Louis Van Tilt
Louis Pierre Paul Van Tilt (28 de març de 1875 – segle XX) va ser un tirador belga que va competir a començaments del segle xx.
El 1920 va prendre part en els Jocs Olímpics d'Anvers, on guanyà la medalla de plata en la competició de fossa olímpica per equips del programa de tir.
Quatre anys més tard, als Jocs de París, va disputar dues proves del programa de tir. En la competició de fossa olímpica per equips fou quart, mentre en la prova individual hagué d'abandonar.